# Jim Keltner
Jim Keltner (Tulsa, 27 april 1942) is een Amerikaanse jazzdrummer en -percussionist.

## Biografie
Jim Keltner begon als jazzdrummer en interesseerde zich pas na de Britse invasie voor rhythm-and-blues, rock en folk. Zijn eerste opname maakte hij in 1965 met Gary Lewis & the Playboys. Zijn naam werd voor de eerste keer vermeld op het album Bacchanal van Gábor Szabó uit 1968. Zijn door Leon Russell teweeggebrachte medewerking bij het album Accept No Substitute van Delaney & Bonnie bracht Keltner erkenning als studiomuzikant in het LA-circuit. Joe Cocker contracteerde Keltner en een groot deel van de muzikanten van Delaney & Bonnie voor Mad Dogs & Englishmen. Dit leidde tot verdere verplichtingen op belangrijke en stijlgekenmerkte albums van 1970 tot 1972, zoals Carly Simon (Anticipation), Barbra Streisand (Barbra Joan Streisand), Booker T. Jones (Booker T. & Priscilla), George Harrison (The Concert for Bangladesh) en John Lennon (Imagine). Voortaan behoorde Keltner naast Hal Blaine en Jim Gordon tot de meest gevraagde sessiedrummers in het Los Angeles van de jaren 1970.
Als studiomuzikant speelde hij met muzikanten en bands als Elvis Presley, Jerry Garcia, de Plastic Ono Band, Eric Clapton, John Lennon, Yoko Ono, Ringo Starr, Joe Cocker, George Harrison, The Rolling Stones, Ron Wood, Bill Wyman, Mick Jagger, Keith Richards, Charlie Watts, Bob Dylan, Joni Mitchell, Brian Wilson, Neil Young, Crowded House, Fiona Apple, Elvis Costello, Ry Cooder, Pink Floyd, Steely Dan, John Mayer en vele anderen.
Hij was lid van Little Village en begeleidde Joe Cocker, Bob Dylan, Neil Young en Simon & Garfunkel op diverse tournees. Vanaf 29 november 2002 nam hij deel aan het herdenkingsconcert voor George Harrison in de Royal Albert Hall. Als lid van de Allstarband The Traveling Wilburys was hij te horen op beide albums en was hij ook te zien in enkele muziekvideo's. In documentaire films voor het eerste album werd Keltner voorgesteld als Buster Sidebury. Vanwege zijn eerdere samenwerking met Klaus Voormann, zoals bij het concert voor Bangladesh, was hij ook erbij bij het album A Sidemans Journey van Voormann.
Jim Keltners stijl is gekenmerkt door rhythm-and-blues. Eenvoudige en krachtige basispatronen worden met luchtige, vaak vrij werkende melodieën afgewisseld. Een specialiteit van Keltner is het om accenten op ongewone, vaak ook wisselende plaatsen van het metrum te plaatsen. De Rolling Stone plaatste hem in 2016 en 2019 op de 38e plaats van de 100 beste drummers in de geschiedenis van de popmuziek.

## Discografie
- The Charlie Watts Jim Keltner Project (2000)
- Lucinda Williams – West (2007)
- Joe Cocker – Mad Dogs & Englishmen (1970)
- John Lennon – Imagine (1971)
- Rickie Lee Jones – Traffic from Paradis (1993)
- Eric Clapton – From the Cradle (1994)
- The Traveling Wilburys – Vol.1 & Vol.3 (1988–1990)
- Neil Young – Silver & Gold (2000)
- Ry Cooder – The Slide Area (1982), Get Rhythm (1987), Chavez Ravine (2005), My Name Is Buddy (2007)
- Gábor Szabó – Bacchanal (1968), Femme Fatale (1981)
- Bob Dylan – Pat Garrett & Billy The Kid (1973), Saved (1980), Time Out Of Mind (1997)
- Pink Floyd – A Momentary Lapse of Reason (1987)
- Sheryl Crow – 1996
- John Lee Hooker – Mr Lucky
- B.B. King – B.B. in London
- Lionel Richie – Back to the Front
- Barbra Streisand – Barbra Joan Streisand
- Manuel Galbán – Mambo Sinuendo
- Ibrahim Ferrer – Buenos Hermanos
- George Harrison – Cloud Nine (1987), Brainwashed (2002)
- Bill Frisell – Gone Just Like A Train (1998), Good Dog, Happy Man (1999)
- J.J. Cale – Shades (1981), Number 8 (1983), Travel Log (1990), Closer To You (1994)
- Old Crow Medicine Show - Tennessee Pusher (2008)
- The Rolling Stones - Blue & Lonesome (2016), Nr.8 Hoo Doo Blues (Perkussion)
- Neil Young  - Peace Trail (2016)

- Bibliothèque nationale de France: cb13982651t (data)
- Gemeinsame Normdatei: 134424573
- International Standard Name Identifier: 0000 0000 7995 7876
- Library of Congress Control Number: n88652099
- MusicBrainz: a3f5bdab-e2d2-415a-a32c-c3168a2fdde3
- Nationale Bibliotheek van Tsjechië: xx0119628
- Nationale Bibliotheek van Israël: 987007337136405171
- Virtual International Authority File: 51883846
- WorldCat: E39PBJgRXqBbjmHrjBw73BHXBP